# 창 아레나
창 아레나(영어: New I-Mobile Stadium)은 태국 부리람에 위치한 축구 전용 경기장으로 수용 인원은 32,600명이다. 부리람 유나이티드의 홈 구장으로 사용되고 있다.

## 기록

### 2020년 AFC U-23 챔피언십
| 날짜            | 팀 1                   | 스코어 | 팀 2                   | 라운드 |
| --------------- | ---------------------- | ------ | ---------------------- | ------ |
| 2020년 1월 10일 | 베트남                 | 0 - 0  | 아랍에미리트           | D조    |
| 2020년 1월 10일 | 조선민주주의인민공화국 | 1 - 2  | 요르단                 | D조    |
| 2020년 1월 13일 | 아랍에미리트           | 2 - 0  | 조선민주주의인민공화국 | D조    |
| 2020년 1월 13일 | 요르단                 | 0 - 0  | 베트남                 | D조    |
| 2020년 1월 16일 | 요르단                 | 1 - 1  | 아랍에미리트           | D조    |